# Светкавиця
«Светкавиця» (болг. ФК Светкавица) — болгарський футбольний клуб з міста Тирговиште, заснований 1922 року, який виступає на стадіоні «Димитар Бурков».
«Светкавиця» змагалася у другому дивізіоні рекордні 49 сезонів, зігравши більше матчів другої ліги, ніж будь-яка інша команда Болгарії. Втім вперше у вищому дивізіоні зіграла лише в сезоні 2011/12. Це виявився єдиний сезон клубу у елітному дивізіоні, в якому команда виграла лише одну з 30 своїх ігор. У 2013 році клуб був розформований через економічні проблеми, але його було відновлено в тому ж році. Відтоді він здебільшого грає у болгарській Третій лізі.

## Історія
«Светкавиця» була заснована 6 липня 1922 року, в результаті злиття клубів «Ботев» і «Левскі» з міста Тирговиште, яка виступала на регіональному рівні до Другої світової війни.
Після встановлення комуністичної влади у Болгарії, в країні відбувається реорганізація фізкультурно-спортивного руху. Створюються добровільні спортивні організації. Так у Тирговиште створюються ДСО: «Строітел», «Червено знаме», «Септемврі», «Динамо» та «Локомотив». У 1956 році «Септемврі» грав у північно-східному дивізіоні групи Б і зайняв 9-е місце, що завадило потрапити у реформовану до двох дивізіонів Групу Б у наступному 1957 році.
Того ж 1957 року ДСО припиняють своє існування. Натомість було створено Болгарський союз фізичної культури та спорту, який створив товариства фізичної культури та спорту (болг. Дружества за Физкултура и Спорт, ДФС) на територіальній основі. Футбол став частиною цієї структури і в Тирговиште була утворена команда «Димитар Бурков», названа на честь місцевого учасника антифашистської боротьби.

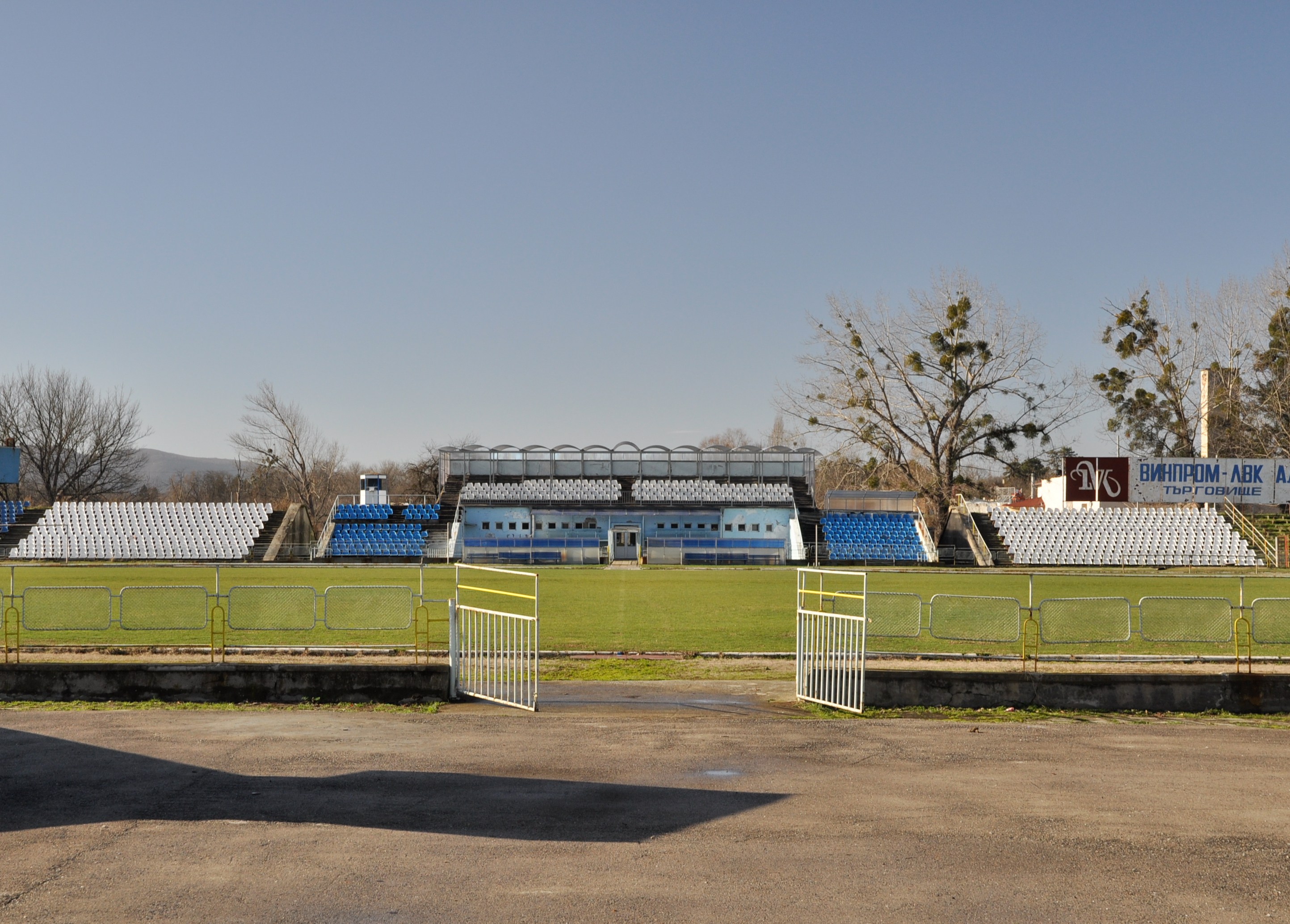
Стадіон «Дімітар Бурков»

У сезоні 1961/62 клуб вийшов до Групи Б, другого за силою дивізіону Болгарії, де команда, яка з 1963 року стала називатись «Светкавиця», грала безперервно до 1987 року. Найкращим досягненням клубу стало друге місце в сезоні 1973/74. У цей період команда щорічно брала участь у Кубку Радянської Армії, і у сезоні 1984/85 стала півфіналістом турніру.
Вилетівши у 1987 році з другого дивізіону, команда стала виступати у північно-східній групі аматорського чемпіонаті, де за два роки зіграла 68 зустрічей, при цьому у другому посіла перше місце і повернулась до Професіональної групи Б. В подальшому команда знову надовго закріпилась у другому дивізіоні, де грала до 2002 року за винятком чемпіонатів 1995/96 та 1996/97 років, коли випадала до аматорської ліги. За той період (1989—2002) «Светкавиця» зіграла 401 матч. Найкращі результати були досягнуті у сезонах 2001/02 — 5 місце та 2000/01 — 7 місце.
У сезоні 2010/11 «Светкавиця» зайняла 4-е місце в зоні «Схід» Групи Б, що дало їй право провести перехідний матч, за потрапляння в Групу А, перемігши в ньому клуб «Етир», «Светкавиця» отримала право дебютувати у найвищому болгарському дивізіоні в сезоні 2011/12. Там команда виступила вкрай невдало, забивши всього 8 м'ячів і здобувши лише одну перемогу за сезон, і з останнього місця вилетіла до Групи Б.
У наступному сезоні команда посіла четверте місце у другій лізі, на чотири очки позаду клубу «Любимець 2007», який підвищився до вищої ліги, після чого вирішила відмовитись від професіонального статусу з фінансових причин.
Натомість влітку 2013 року була заснована нова команда — ФК «Светкавиця» (замість попередньої ПФК «Светкавиця») на основі ліцензії клубу «Агроеліт» з села Макаріопольсько, зайнявши його місце у аматорській Групі В, який з 2016 року отримав назву Третя ліга.